# Lilium xanthellum
Lilium xanthellum là một loài thực vật có hoa trong họ Liliaceae. Loài này được F.T.Wang & Tang miêu tả khoa học đầu tiên năm 1980.